# Nicolas Reynaud
Nicolas Reynaud (* 22. April 1977 in Valences) ist ein ehemaliger französischer Radrennfahrer und nationaler Meister im Radsport.

## Sportliche Laufbahn
Reynaud war im Straßenradsport und im Bahnradsport aktiv. Mit dem Radsport begann er im Verein St. James VCM. 2003 gewann er mit Jérôme Neuville als Partner die nationale Meisterschaft im Zweier-Mannschaftsfahren.
2000 wurde er Berufsfahrer und blieb bis 2005 als Radprofi aktiv, danach startete er in der Eliteklasse. Er holte Etappensiege in den Rennen Ronde de l’Isard 1999, Volta a Catalunya de l’Avenir 2002 und Tour de Wallonie 2004.